# KAWAMURA BAND
KAWAMURA BAND（カワムラバンド）は、福岡県を拠点に活動するサザンオールスターズのトリビュートバンドである。

## 概要
1990年、リーダーである河村和範が友人の結婚式の二次会で「Kissin' Christmas (クリスマスだからじゃない)」を歌ってほしいがために、バンド出演を依頼され、同年結成。以来、九州の福岡県を拠点に活動中である。バンド名の由来は1986年に1年限定で活動した桑田佳祐率いるKUWATA BANDにあやかっている。
日本テレビの「世界1のSHOWタイム〜ギャラを決めるのはアナタ〜」に出演し全国に知れ渡る。2011年3月11日の東日本大震災の際は、「自分達が今やれることをやろう」とチャリティー活動を決意。石巻、相馬、富山等、現地にも行きライブを行うと共に、カワムラ家具内にて定期的にチャリティーライブを行なっている。2012年8月1日にフルバンドを相馬の皆様に見てもらう!という思いと共に「復興サマーフェスティバル」を地元の実行委員と共に開催。1000人を超える動員があった。その際、特別ゲストとして共にチャリティーライブを行なってきた、K-1の角田信朗も相馬に駆けつけた。

## メンバー
- 河村和範（1963年1月22日 - ） - ボーカル（桑田佳祐に相当）
  - 本業は明治43年創業「カワムラ家具」の5代目社長。大学生の頃から「紅白そっくり大賞」「全日本そっくり大賞」などの素人参加型ものまね番組に出演してグランプリを受賞。プロの道には進まずに家業を継いだが、単発的に「ものまねバトル」などにも出演歴がある。桑田佳祐以外にも、ルパン三世・金八先生・ドクロベエとボヤッキー（ヤッターマン）・財津一郎などの定番ものまね芸の先駆けとなる数々のオリジナルものまねを開発した人物として高い評価を得ている。
- 天野正幸 - ギター
- 井上智志 - ベース
- 矢田イサオ - キーボード
- 米倉雅紀 - キーボード
- 村上木綿子 - コーラス
- 大角太郎 - ギター＆コーラス
- 河村幸宏 - パーカッション
- 三浦啓慶 - パーカッション
- 伊藤公了 - ドラム
- 長田吉栄 - トランペット
- 近藤壮起 - サックス

## ディスコグラフィー
- 「君のメロディ」KAWAMURA BAND（作詞・作曲：河村和範 (1993年「卵」KRCL-10001) キラキラレコード）

オリジナルである本楽曲は過去、カワムラ家具のコマーシャルソングとして流れており、そのクオリティの高さゆえ事情を知らないサザンファンの視聴者から「サザンの新曲か!?」と問い合わせがサザンの公式ファンクラブ「サザンオールスターズ応援団」に殺到した。河村はこれをきっかけに桑田佳祐と対面することになり、怒られると思っていたが逆に「頑張ってくださいネ」という労いの言葉をかけられ、ますます桑田のことを好きになったという。
本家サザンのファンであることを公言している音楽プロデューサーの亀田誠治は自身が担当していたラジオ番組『BEHIND THE MELODY〜FM KAMEDA』（J-WAVE）2014年8月21日放送分のワンコーナー『クイズ!カメオネア』の中の3択クイズで本楽曲を取り上げており、「ここまでくると似すぎていて拍手喝采!」「ていうか、これをCMに使うクライアントも男前やね!」と高く評価している。
本楽曲は現在は各デジタル・ダウンロード及びストリーミングサービスでも聴くことが出来るようになっている。

## 主な活動実績
- 大川木工祭り
- 甑島（鹿児島）シーサイド単独ライブ
- 洲本（淡路島）市民センター単独ライブ
- 大牟田三井グリーンランド 2000-2001年越しカウントダウンライブ
- キャナルシティライブ
- フランソア夏祭り
- よさこいスーパー打ち上げ（高知）
- 道の駅「いぶすき」
- ハウステンボス
- バンド結成20周年記念ライブ「おやじの遠足～バナナの大人買い～」福岡・大阪・東京 全国3大都市ツアー（単独ライブ）
- 宮城県石巻チャリティーライブ
- 横浜BLITZ 2011単独ライブ
- Zepp FUKUOKA "MERRY Xmas SHOW 2011"単独ライブ
- 2012年8月11日福島県相馬市「復興サマーフェスティバル」単独ライブ
- KAWAMURABAND in 米泉湖

## テレビ出演
- 日本テレビ - 世界1のSHOWタイム〜ギャラを決めるのはアナタ〜
- 日本テレビ - 行列のできる法律相談所
- 日本テレビ - ヒルナンデス
- RKB毎日放送 - 今日感テレビ
- 福岡放送 - めんたいワイド
- テレビ西日本 - ギュギュっと!
- テレビ西日本 - 九州魂
- 九州朝日放送 - ドォーモ
- NHK - なりきりバンド選手権